# Megen
Megen – miasto położone w Brabancji Północnej w Holandii nad rzeką Mozą. Należy do gminy Oss. W 2013 r. liczyło 1600 mieszkańców, z których większość to katolicy.